# Gösta Gunnarsson
Sven Gösta Gunnarsson, född den 29 augusti 1938 i Villstads församling i Jönköpings län, är en svensk politiker (C) och ämbetsman.

## Biografi
Gösta Gunnarsson är son till lantbrukaren Gunnar Alexandersson och hans hustru Vega (född Andersson). Han är sedan 1971 gift med Rigmor (född Gunstad).
Gunnarsson avlade filosofie magister-examen 1961 och studerade vid lärarhögskola 1963–1964, varpå han anställdes som lärare vid ett läroverk 1964. Han var ordförande för Centerns studentförbund maj till november 1964, sekreterare i Centerns ungdomsförbund från 1964, kanslichef i Centerpartiets riksdagsgrupp i Sveriges riksdag 1965–1976 och statssekreterare i Statsrådsberedningen 1976–1978. Gunnarsson var landshövding i Jönköpings län 1980–1997.
Under åren som landshövding engagerade sig Gunnarsson särskilt i frågor om näringslivsutveckling, teknikspridning och infrastruktur. Exempel på det sistnämnda är byggandet av E4 som motorväg genom länet samt förbifarter utanför länets kommuncentra. Ett annat exempel är en ny flygterminal i Jönköping. Han var ordförande i den första Götalandsbanegruppen och ledde den länsövergripande utredning som utmynnade i bevarandet och utvecklandet av Kust till kust-banan (Göteborg- Kalmar/Karlskrona). Viktigast var arbetet som initiativtagare och ordförande i Stiftelsen Internationella Handelshögskolan i Jönköping, (IHH), som började sin verksamhet 1994. Benämningen är sedan 2015 Jönköping International Business School (JIBS). Gunnarsson promoverades som hedersdoktor 1999. Under de sista åren som landshövding var Gunnarsson civilbefälhavare (CB) för södra Sverige (Civo S). Under åren 1992–97 var han ordförande för landshövdingemötet.

### Utredningar
Gunnarsson har åt olika regeringar lett ett stort antal utredningar. Till de viktigaste hör Utredningen om hotbilden mot och säkerhetsskyddet kring Olof Palme (SOU 1989:1) Dit hör också Neutralitetspolitikkommissionen 1992–1994, som skulle kartlägga alla former av förberedelser för mottagande och militär samverkan med västmakterna under åren 1949–69 (SOU1994:11) Av andra ordförandeskap kan nämnas Skogutbildningsutredningen (Ds Jo 1983:6), Cesamkommittén (Ds Fö 1984:2) - ett arbete som ledde fram till inrättandet av Räddningsverket, Riksdagsarvodet (1988) en utredning för Riksdagens förvaltningsstyrelse, FoB-kommissionen (SOU 1988:43), Utredningen om samordnad länsförvaltning (SOU 1989:5), Rymningen från kriminalvårdsanstalten Kumla den 9 maj 1991 (Ds Ju 1991:29), samt SÄPO/Rikskrimkommittén (SOU 2000:25).

### Styrelseuppdrag
Gunnarsson har varit ordförande i flera statliga styrelser såsom AP-fondens första fondstyrelse 1980–2000, Teracom AB 1992–2001, Statens Väg- och Baninvest AB 1995–2007, Universitetsstyrelsen i Karlstad 1998–2003, Institutet för rymdfysik 2000–07, EU:s beslutsgrupp Sydöstra Sverige 1996–97, Vidare kan nämnas förste vice ordförande i Presstödsnämnden 1987–2002 och vice ordförande i Svenska Turistföreningen 1998–2002

## Utmärkelser
- 1995 – Konungens medalj i 12:e storleken i Serafimerordens band.[5]
- 1997 – Årets smålänning.[6]